# Al Janoubiya TV
Al Janoubiya TV (arabe : قناة الجنوبية), signifiant « Chaîne du sud [de la Méditerranée] », est une chaîne de télévision généraliste privée tunisienne.

## Histoire
Fondée par Farhat Jouini et Rabii Baaboura, Al Janoubiya TV a démarré sa diffusion expérimentale en mars 2012, à l'occasion de la fête de l'Indépendance. L'équipe propriétaire est renforcée par la suite par l'homme d'affaires et personnalité sportive, Ali Baaboura. Kamel Ben Younes est nommé président de la chaîne en août de la même année.
En août 2013, le riche homme d'affaires et fondateur du Mouvement du Tunisien pour la liberté et la dignité, Mohamed Ayachi Ajroudi, rachète Al Janoubiya TV. Le 6 novembre, le siège de la chaîne est fermé et ses équipements saisis à la suite d'un différend financier entre Jouini, toujours propriétaire du local, et Ayachi Ajroudi.
À la suite de la décision de la Haute Autorité indépendante de la communication audiovisuelle de suspendre la diffusion des chaînes de télévision n'ayant pas obtenu une licence et de leur infliger une amende de 50 000 dinars, Al Janoubiya TV arrête sa diffusion à partir de la Tunisie et la reprend depuis son local de Paris à partir du 1er octobre 2014. Le 3 février 2015, la chaîne suspend spontanément sa transmission dans l'attente d'obtenir une licence de diffusion. Finalement, une licence lui est accordée le 20 avril 2015.

## Émissions
| Nom                          | Nom original   | Présentateur   | Diffusion |
| ---------------------------- | -------------- | -------------- | --------- |
| Jawlet al malaeb             | جولة الملاعب   | Ridha Kerouida | Jeudi     |
| Ala ayn al maken             | على عين المكان | Ridha Kerouida | Lundi     |
| Khoud we het                 | خوذ و هات      |                |           |
| Si vous étiez président      | لو كنت رئيس    |                |           |
| Vous avez la parole          | الكلمة ليك     |                |           |
| Les coulisses de l'événement | كواليس الحدث   |                |           |
| Chahd attoufoula             | شهد الطفولة    |                |           |
| Baraem al Jannah             | براعم الجنة    |                |           |
| Din we dounya                | دين و دنيا     |                |           |
| Ysir hal hay                 | يصير على الحي  |                | Vendredi  |